# Psycho (Anne-Marie e Aitch)
Unhealthy è un singolo della cantante britannica Anne-Marie e del rapper britannico Aitch, pubblicato il 15 settembre 2022 come primo estratto dal terzo album in studio di Anne-Marie Unhealthy.

## Descrizione
La cantante ha affermato che il testo del brano trae ispirazione da una propria esperienza personale, nel momento in cui era sentimentalmente legata ad un ragazzo che la tradiva.

## Video musicale
Il video musicale, diretto da Samuel Douek, è stato reso disponibile il 16 settembre 2022 attraverso il canale YouTube di Anne-Marie ed è stato girato a Londra.

## Classifiche
| Classifica (2022) | Posizione massima |
| ----------------- | ----------------- |
| Irlanda           | 8                 |
| Regno Unito       | 5                 |